# Демко, Ирина Владимировна
Демко Ирина Владимировна — российский врач, учёный, доктор медицинских наук, профессор, специалист в области фундаментальных, клинических и биомедицинских исследований по пульмонологии, аллергологии и иммунологии. Главный пульмонолог-аллерголог Сибирского Федерального округа, главный внештатный пульмонолог и аллерголог Министерства Здравоохранения Красноярского края, руководитель легочно-аллергологического центра КГБУЗ «Краевая клиническая больница № 1» (ККБ № 1), г. Красноярск, заведующая кафедрой госпитальной терапии и иммунологии с курсом ПО Красноярского государственного медицинского университета, заместитель председателя проблемной комиссии по терапии и кардиологии, куратор молодежного комитета Российского Респираторного общества (РРО), официальный представитель PPO в Европейском Респираторном Обществе (ERS)

## Профессиональная карьера
Окончила Красноярский государственный медицинский институт в 1978 году по специальности «Лечебное дело». После окончания интернатуры на базе ККБ № 1 с 1979 по 1982 годы работала в ККБ№ 1 в Оргметодотделе и кардиологическом отделении. В 1982 году поступила в клиническую ординатуру на кафедру внутренних болезней № 2, по окончании которой вновь продолжила работу в отделении кардиологии, являясь также председателем профсоюзного комитета краевой клинической больницы. В 1986 году Ирина Демко поступила в аспирантуру по специальности «пульмонология» и по окончании успешно защитила кандидатскую диссертацию в НИИ пульмонологии МЗ СССР г. Ленинграда по теме «Применение внутривенной лазеротерапии в комплексном лечении больных бронхиальной астмой». С 1989 года по июнь 1998 года являлась ассистентом кафедры внутренних болезней № 2, а с 01.06.1998 года — доцентом. В мае 2007 г. защитила докторскую диссертацию «Оптимизация диагностических и лечебных программ для больных бронхиальной астмой» в НИИ «Пульмонологии» Росздрава, г. Москва. С 01.02.2008 г. является заведующей кафедрой внутренних болезней № 2 (с 2020 г. — госпитальной терапии и иммунологии) с курсами ПО КрасГМУ, читая лекции и проводя практические занятия со студентами и слушателями курсов ПО. Как практикующий врач, Демко И. В. занимается лечебно-консультативной работой, имеет высшую категорию по аллергологии и пульмонологии. Будучи членом научно-практического совета ККБ № 1, принимает непосредственное участие в большинстве консилиумов по наиболее тяжелым клиническим случаям в отделениях терапии и ОРИТ.
С 2016 года по инициативе Демко был организован и внедрен в круглосуточном режиме онлайн мониторинг тяжелых пневмоний в Региональной Телемедицинской Системе (РТС) на базе ККБ № 1. В 2020 году в период подготовки резервных инфекционных госпиталей по лечению COVID, и в дальнейшем наблюдении и консультировании пациентов с тяжелой инфекцией регулярно проводит видеоселекторные совещания с разбором тяжелых клинических случаев во всех медицинских организациях Красноярского края. Ежедневно консультацию получают до 100 и более пациентов, находящихся в отделениях интенсивной терапии и реанимации медицинских организаций края. Ирина Демко является главным консультантом-пульмонологом инфекционных COVID госпиталей. С ее участием был подготовлен цикл образовательных программ по диагностике, лечению и профилактике COVID инфекции для врачей РФ, получил одобрение и аккредитован НМО. Созданы стандарты учреждения, которые определяют единый порядок проведения диагностики, лечения и профилактики новой коронавирусной инфекции — (COVID- СТУ для инфекционных госпиталей по тактике ведения пациентов с SARS-CoV-2 (фармакотерапия), две версии (по Временным методическим рекомендациям МЗ РФ, версии 6-11), версии информированного согласия и протоколов врачебных комиссий по препаратам off- label и введены в систему qMS. СТУ коррекции гипокалиемии и антикоагулянтной терапии, СТУ по оформлению медицинской документации на Ванкор, Еруда, госпиталей долечивания пациентов с COVID инфекцией.

## Научная деятельность
Демко является одним из ведущих в России клинических специалистов по пульмонологии, аллергологии, иммунологии. С 1999 по 2021 гг. участвовала более чем в 20 международных многоцентровых исследованиях. Является автором более 770 печатных работ и публикаций, включающих 10 монографий (недоступная ссылка), из них ВАК рекомендованных журналах — более 200, статей в отраслевых журналах более 300, тезисов в международных сборниках — 48, остальные — в сборниках трудов национального и регионального уровня. Является соавтором 7 патентов и 9 рационализаторских предложений. Фармакоэкономическая модель лечения бронхиальной астмы внедрена в России и странах СНГ, прошла международную регистрацию в ISPOR и представлена в Париже, Праге, Мадриде. Демко является главным исследователем ряда национальных и международных проектов.
На базе КрасГМУ им. проф. В. Ф. Войно-Ясенецкого действует основанная Демко пульмонологическая Научная школа «Фундаментальные и практические проблемы респираторной медицины, аллергологии и клинической иммунологии». Также профессором Ириной Демко разработана и утверждена комплексная тема «Эпидемиология ХОБЛ и БА в Красноярском крае. Особенности клинико-функциональных, морфологических и молекулярных маркеров формирования воспаления, определения чувствительности к ГКС у пациентов с БА, ХОБЛ и сочетания ХОБЛ и БА. Фармакоэкономические аспекты заболеваний органов дыхания в Красноярском крае».
Под руководством Демко защищены 13 диссертаций на соискание ученой степени кандидата медицинских наук и 2 доктора наук. Утверждены темы диссертаций и выполняются еще 9 научных работ (на 2020—2021 гг.)
Демко является действующим членом редакционной коллегии журналов «Сибирское медицинское обозрение», «Пульмонология», «Бюллетень физиологии и патологии дыхании», «Российский аллергологический журнал». «Отличник здравоохранения». Автор и разработчик Учебно-методических комплексов (УМКД) по терапии. Автор и соавтор 187 методических рекомендаций утвержденных УМО ЦКМС или МЗ Красноярского края. награждена грамотами Губернатора Красноярского края, Законодательного собрания, МЗ Красноярского края. Имеет звание «Заслуженный врач России», Указом президента награждена Орденом Пирогова за большой вклад в борьбу с коронавирусной инфекцией COVID-19, самоотверженность и профессионализм, проявленные при исполнении профессионального долга.

## Основные награды
- В 2015 году за научные достижения удостоена премии главы города Красноярска «Лучший профессор года»
- В 2015 году присвоено звание «Заслуженный врач Российской Федерации»[3]
- За большой вклад в борьбу с коронавирусной инфекцией (COVID-19), самоотверженность, проявленную при исполнении профессионального долга, награждена орденом Пирогова (Указ Президента Российской Федерации № 136 от 05.03.2021[4])

## Последние работы
- Demko, I.V., Mamaeva, M.G., Kraposhina, A.Yu., Sidorov, S.A., Dyatlovskij, V.V. The difficulties of differential diagnosis of the bronchial obstruction syndrome. Russian Archives of Internal Medicine, 2021, 11(4), стр. 292—296
- Demko I.V., et al. Features of the immune status in various phenotypes of severe bronchial asthma // Allergy: European Journal of Allergy and Clinical Immunology = Allergy. — 2020. — Vol.75, №S109. — P.385
- Soloveva I., Demko I.V., et al. Associations between inflammatory endotypes and phenotypes of obesity at young patients with bronchial asthma // European Respiratory Journal. — 2020. — № 56. — P.1095.
- Kraposhina A., Demko I., et al. Results of vaccination against pneumococcal infection in patients with chronic heart failure // European Respiratory Journal. — 2020. — № 56. — P.1771.
- Kraposhina A., Demko I., et al. Severe bronchial asthma or uncontrolled course of the disease // Chest. — 2020. — Vol.157, № 6. — P.15.